# Rio São Miguel (vattendrag i Brasilien, Alagoas)
Rio São Miguel är ett vattendrag i Brasilien.   Det ligger i delstaten Alagoas, i den östra delen av landet, 1 500 km nordost om huvudstaden Brasília.